# Supercoppa ucraina (pallavolo femminile)
La Supercoppa ucraina è una competizione pallavolistica per squadre di club ucraine femminili, organizzata con cadenza annuale dalla FVU.

## Edizioni
| Edizione      | Edizione          | Podio         | Podio         | Podio         |               |
| Anno          | Sede della finale | Campione      | Risultato     | Finalista     |               |
| ------------- | ----------------- | ------------- | ------------- | ------------- | ------------- |
| 2016 Dettagli | Kiev              | Chimik        | 3 - 0         | Orbita        |               |
| 2017 Dettagli | Čerkasy           | Chimik        | 3 - 1         | Halyčanka     |               |
| 2018 Dettagli | Luc'k             | Chimik        | 3 - 0         | Halyčanka     |               |
| 2019 Dettagli | Čerkasy           | Chimik        | 3 - 0         | Orbita        |               |
| 2020 Dettagli | Horodok           | Prometej      | 3 - 2         | Chimik        |               |
| 2021 Dettagli | Slobožans'ke      | Prometej      | 3 - 1         | Orbita        |               |
| 2022          | -                 | Non disputata | Non disputata | Non disputata | Non disputata |
| 2023 Dettagli | Černivci          | Prometej      | 3 - 1         | Alanta        |               |
| 2024 Dettagli | Horodok           | Bukovynka     | 3 - 1         | Balta         |               |

## Palmarès
| Squadra   | Titolo | Edizione               |
| --------- | ------ | ---------------------- |
| Chimik    | 4      | 2016, 2017, 2018, 2019 |
| Prometej  | 3      | 2020, 2021, 2023       |
| Bukovynka | 1      | 2024                   |